# جينيفيف هافنر
جينيفيف هافنر (بالفرنسية: Genevieve Hafner)‏ هي مصورة فرنسية، ولدت في 20 يناير 1961 في Saint-Galmier ‏ في فرنسا.